# Circo romano di Antiochia
Il circo romano di Antiochia era un'antica struttura collegata al limitrofo palazzo imperiale, che ebbe l'importante funzione, soprattutto durante il periodo in cui Antiochia fu una delle capitali tetrarchiche dell'Impero Romano (sicuramente dopo il 286, ma più probabilmente nel IV secolo).

## Storia
Il circo venne edificato forse nel 67 a.C. da Quinto Marcio Re (allora governatore della vicina Cilicia), o forse fu confuso con una struttura più simile ad un anfiteatro che ad un Circus, nel qual caso posizionato in altro quartiere cittadino. Il circo vero e proprio, indagato archeologicamente, fu costruito sull'isola a nord dell'Oronte. Nel 115, durante il soggiorno dell'Imperatore, Traiano, Antiochia fu sconvolta da un terribile terremoto, tanto che lo stesso principe fu costretto a rifugiarsi nel Circo per diversi giorni.
Più volte ristrutturato, anche a causa dei frequenti terremoti dell'area, fu notevolmente ampliato durante il IV secolo sotto il figlio di Costantino I, Costanzo II, che risiedette in modo continuativo, per fronteggiare la minaccia sasanide dal 337 al 350. Il circo sembra sia caduto definitivamente in disuso dopo il terribile terremoto che colpì la città di Antiochia nel 526.

## Struttura

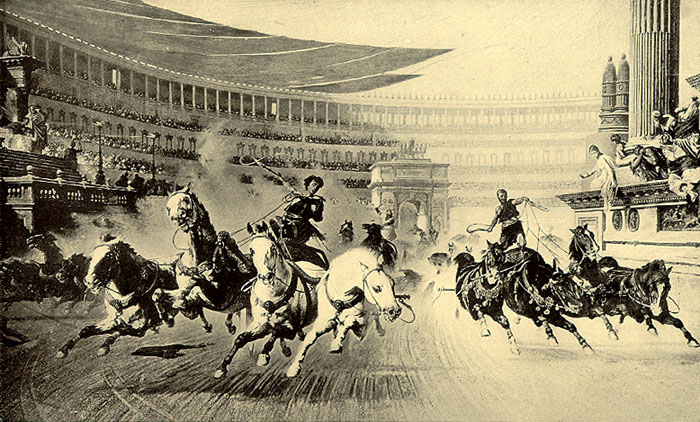
Ricostruzione artistica di un circo dell'antica Roma.

Il Circus era posizionato a fianco del palazzo imperiale, sull'isola a nord del fiume Oronte. L'orientamento del impianto era grosso modo, nord-sud. L'arena misurava 492,5 metri di lunghezza e 70-75 metri di larghezza. La distanza tra i carceres e la balaustra centrale (o "spina") era di 145 metri. La lunghezza poi dell'intera "spina" centrale era di 283 metri (larga invece 8,3 metri). La capienza complessiva dell'intera struttura è stata stimata in 80.000 persone, sedute lungo le sue gradinate (dove la tribuna est, quella maggiormente indagata, era profonda 27,17 metri).

## Archeologia dell'antico circo
La prima campagna di scavi sul sito dell'antico Circus iniziò nel 1932, grazie ad un'équipe di archeologi dell'Università di Princeton, e durò fino al 1935. La datazione della maggior parte delle costruzioni secondo le indagini archeologiche risalirebbe al IV secolo, con un inizio di attività nella seconda metà del I secolo a.C.